# 5040
5040是5039及5041之間的自然數，為7的階乘({\displaystyle 7!})、超級高合成數、Colossally過剩數和置換數({\displaystyle 10\times 9\times 8\times 7=5040})。

## 哲理
柏拉圖在法律篇指出5040是一個適合用來把東西除分的數字，可以用來劃分土地。他指出此數字跟2520一樣可由1至12（11除外）的之間所有自然數整除，他也發現此數字可由12整除兩次。柏拉圖多次主張5040是這個數字的用途有很多。
讓-皮埃爾·卡汗認爲柏拉圖透過5040帶出高合成數的概念。

## 數字理論
如果{\displaystyle \sigma (n)}是除數函數及{\displaystyle \gamma }是歐拉-馬斯刻若尼常數，5040是最大已知符合此不等的數字（OEIS數列 A067698）：
{\displaystyle \sigma (n)\geq e^{\gamma }n\log \log n}.
因爲在極限中有此公式：
{\displaystyle \limsup _{n\rightarrow \infty }{\frac {\sigma (n)}{n\ \log \log n}}=e^{\gamma }.}
所以這定理並不平常。
蓋伊·羅賓（Guy Robin）在1984年指出當且僅當黎曼猜想爲真，這個不等不適用於任何更大的數字。

## 數學意義
- 包括1和5040，5040有60個因數。

- 合數，正因數有1、2、3、4、5、6、7、8、9、10、12、14、15、16、18、20、21、24、28、30、35、36、40、42、45、48、56、60、63、70、72、80、84、90、105、112、120、126、140、144、168、180、210、240、252、280、315、336、360、420、504、560、630、720、840、1008、1260、1680、2520和5040。
質因數分解為{\displaystyle 2^{4}\times 3^{2}\times 5\times 7}。
- 過剩數，真因數和為14304，盈度為9264。
- 第19個高合成數。前一個為2520、下一個為7560。
- 7的階乘。前一個為720、下一個為40320。
- 十进制的哈沙德數。
- 十进制的奢侈數。
- 5040既是高合成數，又是階乘數的數，為最大符合此條件的數。
- 5040是42個連續的質數的總和（23 + 29 + 31 + 37 + 41 + 43 + 47 + 53 + 59 + 61 + 67 + 71 + 73 + 79 + 83 + 89 + 97 + 101 + 103 + 107 + 109 + 113 + 127 + 131 + 137 + 139 + 149 + 151 + 157 +163 + 167 + 173 + 179 + 181 + 191 + 193 + 197 + 199 + 211 + 223 + 227 + 229）。
- 5040是數秘術中一個重要的數，尤其是與圓形和球體有關的數。地球半徑和月球半徑的總和是3960 + 1080 = 5040。[3]

## 外部連結
- Mathworld 介紹柏拉圖數字的文章（页面存档备份，存于）